# John Joseph Leibrecht
John Joseph Leibrecht (* 8. August 1930 in Overland) ist Altbischof von Springfield-Cape Girardeau.

## Leben
Der Erzbischof von Saint Louis, Joseph Elmer Kardinal Ritter, weihte ihn am 17. März 1956 zum Priester.
Papst Johannes Paul II. ernannte ihn am 20. Oktober 1984 zum Bischof von Springfield-Cape Girardeau. Die Bischofsweihe spendete ihm der Erzbischof von Saint Louis, John Lawrence May, am 12. Dezember desselben Jahres; Mitkonsekratoren waren Bernard Francis Law, Erzbischof von Boston, und Glennon Patrick Flavin, Bischof von Lincoln. 
Am 24. Januar 2008 nahm Papst Benedikt XVI. seinen altersbedingten Rücktritt an.